# Belle Catherine
Belle Catherine  est un roman historique de Juliette Benzoni paru en 1966. Il compose le troisième volet de la série Catherine.

## Histoire
31 mai 1431. Hier, sur le bûcher de la place du Vieux-Marché à Rouen, Jeanne d'Arc a payé de sa vie son dévouement à son roi et à sa patrie. Et aujourd'hui, Catherine de Brazey et Arnaud de Montsalvy, miraculeusement sauvés, sont enfin réunis.
Leur bonheur ne durera qu'une nuit, car la réalité de ce temps sans merci, c'est la guerre, les campagnes ravagées, les villes assiégées, les bandes de routiers pillant, brûlant et torturant à plaisir. Arrachés l'un à l'autre, lancés sur les routes, Catherine et Arnaud vont lutter pour se retrouver. Mais de nombreux obstacles se dressent devant eux.